# Podolnica
Podolnica is een plaats in Slovenië en maakt deel uit van de gemeente Horjul in de NUTS-3-regio Osrednjeslovenska. De plaats telde 225 inwoners op 1 januari 2020.

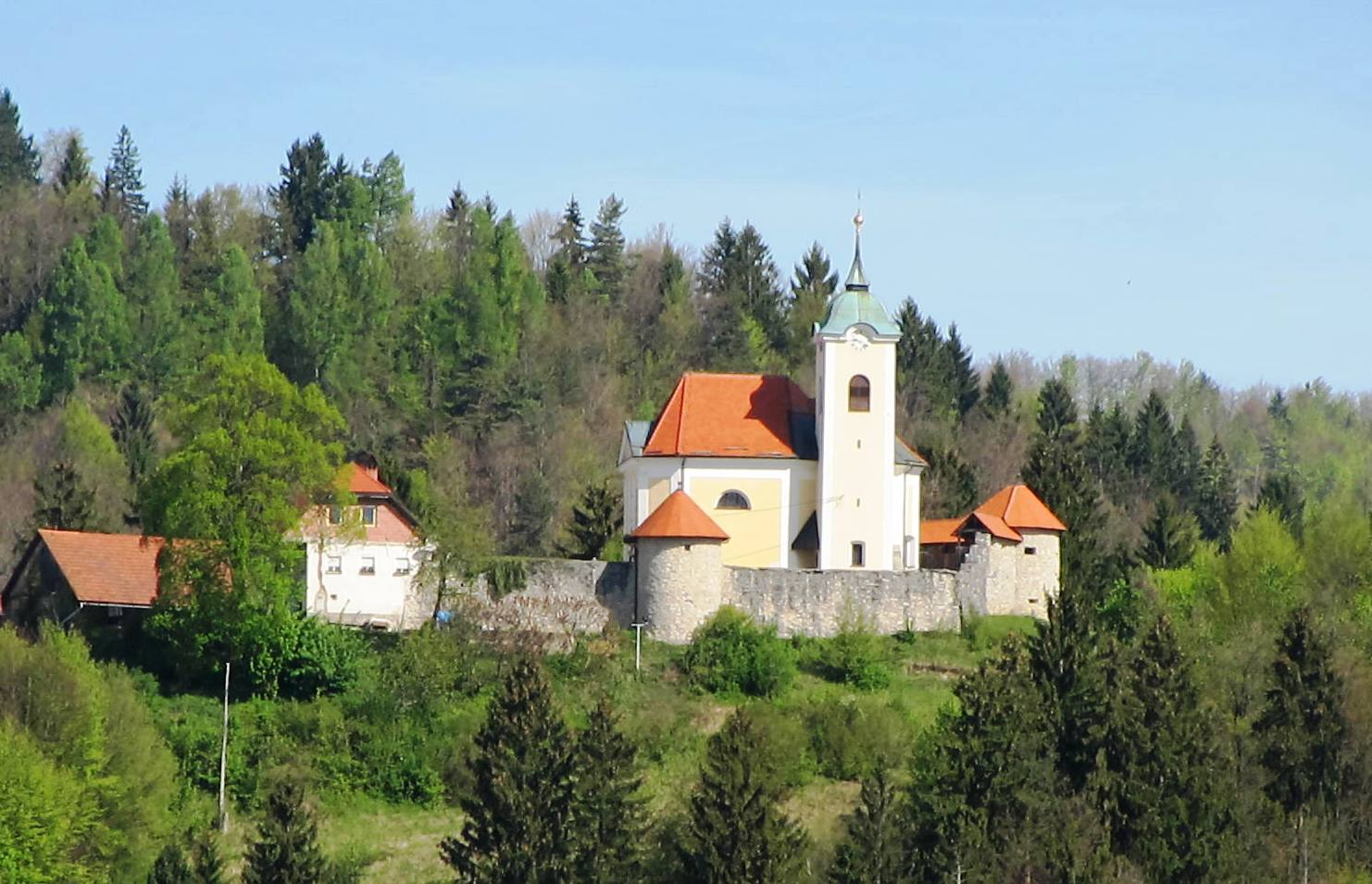
Kerk van St Ulrich
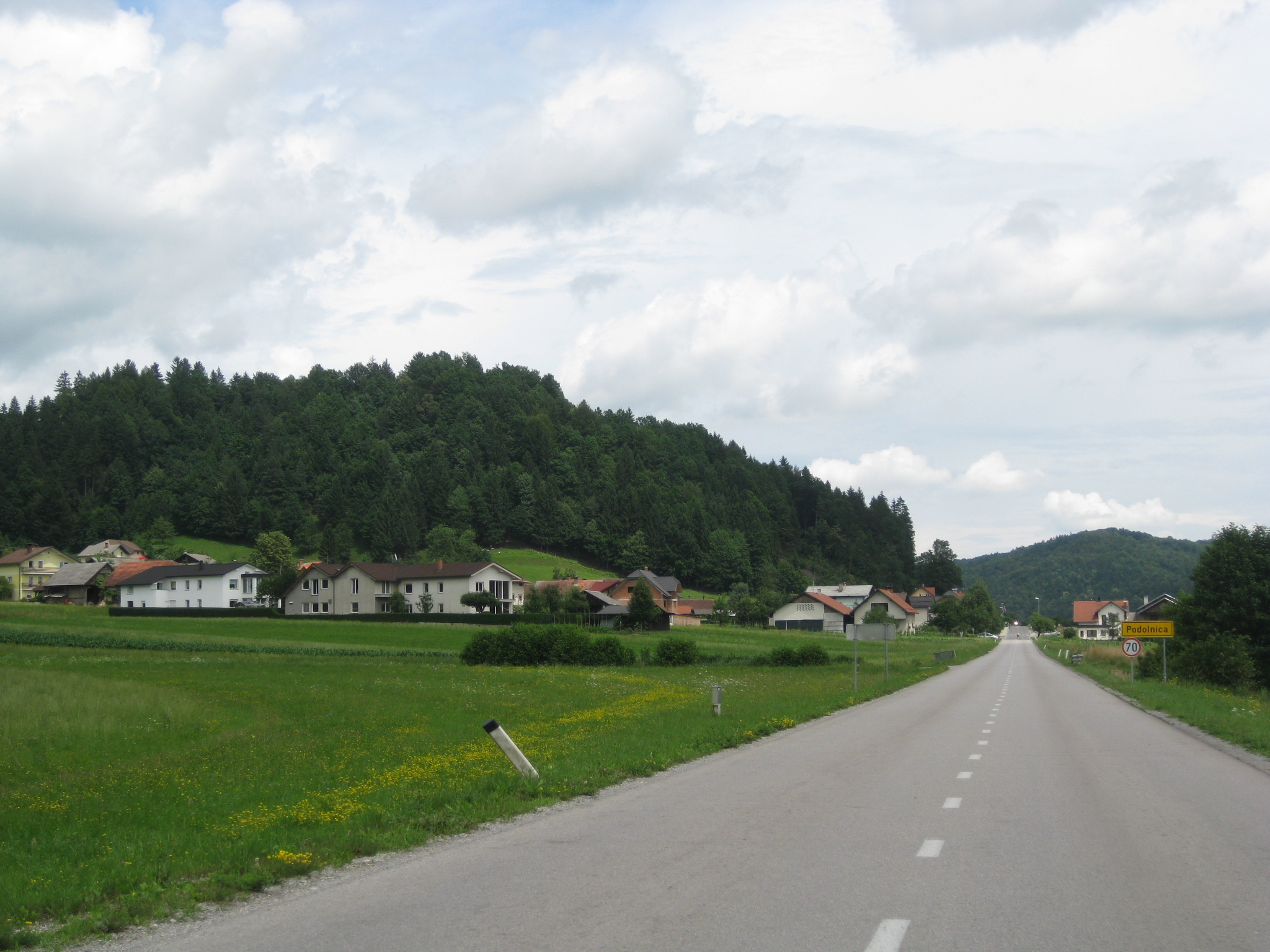
Podolnica